# Rudolph Ackermann
Rudolph Ackermann (Stollberg, 20 de abril de 1764 - Londres, 30 de março de 1834) foi um conhecido técnico alemão, que introduziu em Inglaterra a litografia artística.
Criou os almanaques de bolso Forget-Me-Not, cuja série iniciou em 1823, e publicou várias obras ilustradas, destacando-se dentre elas Repository of Arts, Literature and Fashions (início em 1809 e terminus em 1828), com participação do desenhista inglês Thomas Rowlandson, entre outros.